# Medaille voor Militaire Samenwerking

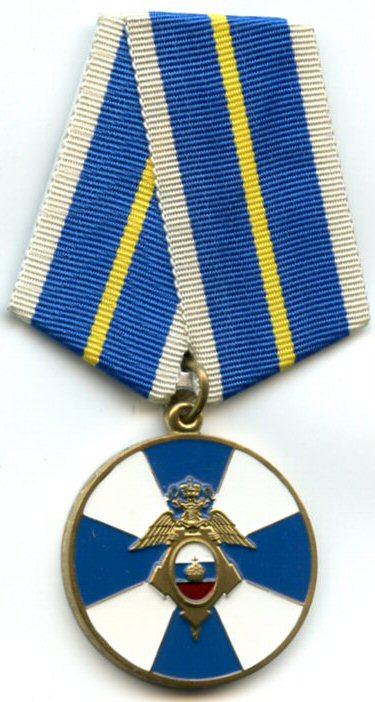
De medaille

De Medaille voor Militaire Samenwerking (Russisch: Медаль «За боевое содружество») wordt in de Russische Federatie aan stafleden en medewerkers aan de Speciale Programma's van de Russische president en ook aan burgers uitgereikt voor verdiensten voor het versterken van de samenwerking tussen burgerlijke en militaire instanties en het versterken van de militaire kameraadschap.
De medaille werd bij decreet van 2 december 2004 ingesteld. Het betreft een ministeriële onderscheiding verbonden aan het Directoraat voor Speciale Programma's van de President van de Russische Federatie (GOSP). Deze stafdienst van de Russische president is verantwoordelijk voor de bunkers van de regering. 

## De medaille
De geëmailleerde ronde medaille is koperkleurig en draagt op de voorzijde een gedeeltelijk geëmailleerde variant op het wapen van het GOSP met daarin de rijksappel. 
De medaille wordt op de linkerborst gedragen aan een vijfhoekig gevouwen blauw lint met witte bies en gele middenstreep.
Op een dagelijks uniform mag men een baton in de kleuren van het lint dragen.